# Arkaitz Goikoetxea
Arkaitz Goikoetxea Basabe (Baracaldo, 4 de mayo de 1980) es un terrorista miembro de ETA.

## Trayectoria
Líder de la kale borroka, empezó a ser conocido en 2000, cuando perdió tres dedos de una mano manipulando un cóctel molotov. Tras varias detenciones por acciones de apoyo a la banda terrorista Euskadi Ta Askatasuna (ETA), fue acusado de atacar el 5 de julio de 2001 a dos ertzainas con cócteles molotov. El 24 de octubre de 2002 fue detenido y permaneció en prisión hasta 2005. Fue declarado en busca y captura ese mismo año al no presentarse a un juicio que tenía pendiente. A partir de ese momento se le consideró un miembro liberado de ETA.
Fue detenido, junto al resto del Comando Vizcaya, el 22 de julio de 2008. Se le atribuye la dirección del comando bajo las órdenes del jefe de los mismos, Txeroki. Se le imputan los delitos de integración en organización terrorista, de asesinato por la muerte de un agente de la Guardia Civil el 14 de mayo de 2008 en Villarreal de Álava, conspiración para la detención ilegal, estragos y conspiración para el asesinato del juez de la Audiencia Nacional Fernando Grande-Marlaska.